# Ignacy Popiel
Ignacy Popiel (auch: Ignaz von Popiel) (* 27. Juli 1863 in Drohobytsch; † 2. Mai 1941) war ein polnischer Schachspieler.
Popiel galt als der stärkste polnische Schachspieler im österreichischen Teil Polens in der Zeit vor der Staatsgründung nach dem Ersten Weltkrieg. Seine Schachkarriere begann in den 1880er Jahren in Lemberger Schachcafés. 1887 errang er in Wien bei einem Klubturnier den zweiten Platz nach dem damals besten Österreicher Johann Berger, worauf er regelmäßig an internationalen Turnieren teilnahm. 1895 gewann er in Lemberg, 1896 wurde er Zweiter in Eisenach, 1897 gewann er das Hauptturnier in Berlin und erhielt den Meistertitel verliehen. In den 1890er Jahren publizierte er gemeinsam mit Curt von Bardeleben Artikel zur Eröffnungstheorie in der Deutschen Schachzeitung. Nach dem Ersten Weltkrieg war er einer der besten Lemberger Meister, 1925 wurde er Zweiter bei der Lemberger Meisterschaft. 1938 nahm er in Krakau am Halbfinale zur Polnischen Meisterschaft teil.
Popiel erlangte durch seinen Springerzug im dritten Zug des Blackmar-Gambits (1. d2–d4 d7–d5 2. e2–e4 d5xe4 3. Sb1–c3, 1893 von ihm angeregt) bei den Anhängern des Blackmar-Diemer-Gambits einen gewissen Bekanntheitsgrad, da er Emil Joseph Diemer so auf die Idee für sein Gambit brachte. Diese Variante versuchte Popiel als Polnisches Gambit zu popularisieren.
Ignacy Popiel ist der Onkel von Stephan Popel, der ebenfalls Schachspieler war.